# 霊山勝海
霊山 勝海（よしやま しょうかい/かつみ、1932年2月20日 - 2020年6月21日）は、浄土真宗の仏教学者・僧侶。

## 略歴
広島県生まれ。1954年龍谷大学文学部真宗学科卒業、56年同大学院修士課程修了。京都女子大学文学部助教授、教授、同宗教研究所長、本願寺派司教、勧学。広島県安芸高田市法圓寺元住職。

## 著書
- 『親鸞における無常思想』永田文昌堂 1983
- 『観無量寿経法話 悲嘆の大地に信の花さく』永田文昌堂 1984
- 『苦悩を超える人生論』教育新潮社 仏教文化シリーズ 1984
- 『やさしい真宗講座』本願寺出版社 1986
- 『歎異抄 親鸞己れの信を語る』大東出版社 1989
- 『西方指南抄論』永田文昌堂 1993
- 『観無量寿経に学ぶ』本願寺出版社 教学シリーズ 1994
- 『法の花かぜにそよぐ』永田文昌堂 1998
- 『末燈鈔講讃』永田文昌堂 2000
- 『正信偈を読む』本願寺出版社 2002
- 『親鸞聖人御消息』本願寺出版社 聖典セミナー 2006

### 共著
- 『念仏と流罪 承元の法難と親鸞聖人 承元の法難800年特別講演会講演録』梯實圓,平松令三共著 浄土真宗本願寺派教学伝道研究センター企画編集 本願寺出版社 2008

## 論文
- Cinii